# Nisse Sandström (jazzmusiker)

För andra personer med samma namn, se Nils Sandström.  
Nils Göran (Nisse) Sandström, född 13 mars 1942 i Katrineholm, död 8 september 2021 i Skedevi distrikt i Östergötland, var en svensk jazzmusiker.
1958 vann Sandström solistklassen i TV-jazzen. 1972 erhöll han priset Gyllene skivan av Orkesterjournalen för sin skiva The Painter. Bland de musiker Sandström har spelat med märks Monica Zetterlund och Red Mitchell. Han hade fram till sin död en garanterad inkomst på minst fem prisbasbelopp per år från svenska staten genom den statliga inkomstgarantin för konstnärer.

Sandström medverkade varje vecka i det halvtimmeslånga programmet Jazz med Nisse Sandström i P4 Östergötland.

Han var gift första gången med administratören Gull-britt Sandström, andra gången med översättaren Inger Sandström och tredje gången med folkhögskolläraren och textilkonstnären Kerstin Hedman Sandström. Bland barnen märks i andra giftet sonen Göran Sandström

## Priser och utmärkelser
- 1972 – Gyllene skivan för The Painter
- 2014 – Jan Johansson-stipendiet
- 2014 – Bert Levins stiftelse för jazzmusik
- 2019– Monica Zetterlund-stipendiet[8]